# Pourouma cecropiifolia

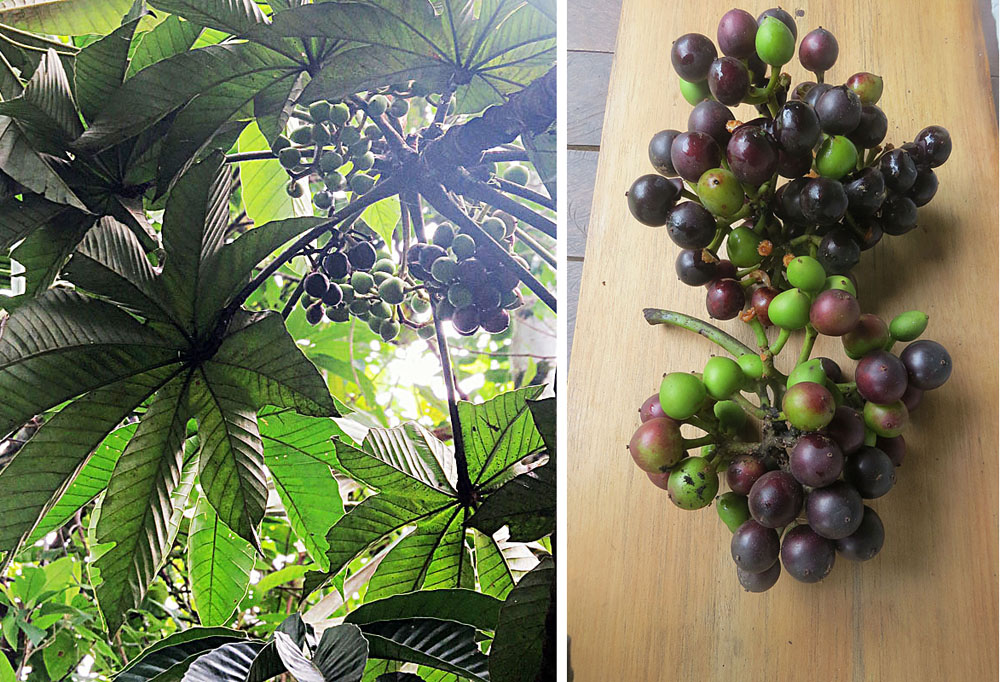
Blätter und Fruchtstand

Pourouma cecropiifolia ist ein Baum in der Familie der Brennnesselgewächse aus dem nordwestlichen Brasilien, Bolivien, Kolumbien, Ecuador, Peru und Venezuela.

## Beschreibung
Pourouma cecropiifolia wächst als immergrüner, recht schnellwüchsiger Baum bis etwa 12–20 Meter hoch.
Die wechselständigen, einfachen, langstieligen Laubblätter sind handförmig und meist geteilt bis zerschnitten, seltener gelappt. Der dicke und fast kahle Blattstiel ist bis zu 30 Zentimeter lang. Die Blattspreite ist bis über 40(60) Zentimeter groß. Die meist 6–12 ganzrandigen, verkehrt-eiförmigen bis -eilanzettlichen oder eiförmigen und spitzen oder bespitzten Blattlappen sind ledrig. Sie sind  unterseits weißlich-silbrig und dicht filzig behaart, oberseits sind sie nur schwach behaart. Es ist ein großes, behaartes und abfallendes Nebenblatt vorhanden.
Pourouma cecropiifolia ist zweihäusig diözisch. Es werden achselständige, eher kürzere und reichblütige, mehr oder weniger rötlich behaarte Rispen gebildet. Die Blütenstände sind anfänglich von einem Hochblatt umschlossen. Die eingeschlechtlichen, sehr kleinen und kurz gestielten bis fast sitzenden Blüten sind vierzählig mit einfacher Blütenhülle. Das vierteilige Perianth ist außen fein behaart. Bei den männlichen, weißlich-bräunlichen Blüten ist es geteilt mit eilanzettlichen, zur Spitze hin bewimperten Lappen, bei den weiblichen, weiß-grünlichen ist es urnenförmig und dem Fruchtknoten eng anliegend oder mit diesem verwachsen. Die männlichen Blüten besitzen 4 oder mehr freie, kurze Staubblätter, die weiblichen einen oberständigen, einkammerigen Fruchtknoten mit sehr kurzem Griffel mit leicht gelappter, feinhaariger Narbe.
Es werden violett-schwarze, 2–4 Zentimeter große und rundliche bis eiförmige, einsamige, fast kahle bis fein behaarte Früchte, aus dem fruchtenden Perianth (Steinfrüchte, Scheinfrucht), mit fester Schale und Narbenresten an der Spitze gebildet. Der mandelförmige, fibröse, abgeflachte, beige und eiförmige Samen (Steinkern) ist glatt bis leicht rippig.

## Taxonomie
Die Erstbeschreibung erfolgte 1831 durch Carl Friedrich Philipp von Martius allerdings als Puruma cecropiaefolia in Reise in Brasilien in den Jahren 1817 bis 1820, Dritter Theil, S. 1130. Der Artname muss aber, gemäß den Orthographieregeln der Internationalen Vereinigung für Pflanzentaxonomie, zu Pourouma cecropiifolia angepasst werden. Der gültige Gattungsname Pourouma war schon 1775 durch Aublet eingeführt worden.

## Verwendung
Die traubenartigen, leicht süßlichen und saftigen Früchte mit gelatinösem, leicht transparentem, weißlichem Fruchtfleisch sind essbar, sie werden roh oder gekocht verwendet. Die feste, zähe Schale ist nicht essbar.
Das leichte Holz ist nicht beständig. Es wird für einige mindere Anwendungen genutzt, wie auch zur Zelluloseherstellung.